# Энергетическая логистика
Энергетическая логистика — наука об управлении и оптимизации потоков электричества, газа, воды, тепла, нефти и др., транспортируемых неподвижным транспортом (трубопроводами, проводами и т. п.), потоков соответствующих услуг, а также связанных с ними информационных и финансовых потоков в соответствующих системах электро-, газо-, водо-, тепло-, нефте- и др. снабжения, химической промышленности и других непрерывных производствах, где используется большое количество совместно работающего оборудования, связанного между собой трубами и/или проводами, для достижения поставленных перед ними целей.
Очевидно, что к энергетической логистике не относится управление и оптимизация потоков энергоресурсов (угля, сжиженного и сжатого газа, воды, нефти и др.), транспортируемых подвижным транспортом (железнодорожным, автомобильным, водным и воздушным), потоков соответствующих услуг, а также связанных с ними информационных и финансовых потоков, потому что это исчерпывающе описано в соответствующих разделах транспортной логистики.
В дальнейшем для простоты изложения потоки электричества, газа, жидкости и теплоты, транспортируемые неподвижными средствами транспорта (трубопроводами, проводами и т. п.), обобщённо называются энергетическими потоками. А системы, основной сферой деятельности которых является энергетическая логистика, обобщённо называются логистическими энергетическими системами (ЛЭС).

## Особенности энергетических потоков
С точки зрения логистики энергетические потоки существенно отличаются от потоков энергетических ресурсов, характерных для других видов транспортной логистики, в которых используется подвижный транспорт. Их можно охарактеризовать следующими признаками:
- энергетические потоки являются физически неразрывными потоками, в то время как потоки энергетических ресурсов в других видах транспортной логистики состоят из отдельных партий;
- физические и химические свойства энергетических потоков (давление, температура, теплоёмкость, плотность, газовая постоянная, напряжение, сила тока, содержание метана, этана, пропана, сероводорода, воды, солей и др.) в энергетической логистике могут изменяться, в то время как свойства энергетических ресурсов в других видах транспортной логистики поддерживаются практически без изменения.

## Особенности энергетической логистики
Характерные особенности энергетической логистики обусловлены неподвижностью транспортных средств и особенностями энергетических потоков. К её основным особенностям относятся:
- непрерывность осуществления логистических активностей (производства, добычи, подготовки к транспорту, транспорта, хранения и др.);
- использование для транспорта неподвижных транспортных средств — электропроводов, трубопроводов и т. п.;
- жёсткая механическая связь всех элементов энергетических систем между собой в одно целое неподвижными транспортными средствами — проводами, трубопроводами и т. п.;
- необходимость использовать для энергетической логистики наряду с математикой и экономикой, применяемых для других видов транспортной логистики, знаний из фундаментальных и технических наук, например, физики, химии, газовой динамики, гидравлики, термодинамики, теплотехники, электротехники и др.;
- высокая стоимость основных средств энергетических систем;
- высокая цена принимаемых решений при управлении энергетическими системами;
- повышенная опасность для окружающей среды, имущества, здоровья и жизни людей при аварии в энергетической системе;
- взаимное влияние элементов энергетической системы друг на друга и в целом на систему, например, изменение ситуации во всей энергетической системе при возникновении изменения, например, режима работы одного из её элементов или параметров окружающей среды;
- известность взаимных связей между параметрами энергетических потоков, которые подчиняются математическим закономерностям из фундаментальных и технических наук, например, физики, химии, газовой динамики, гидравлики, термодинамики, теплотехники, электротехники и др.;
- невозможность изменения способа транспортировки;
- небольшое количество возможных вариантов маршрута транспортировки;
- большое количество параметров, которые необходимо учитывать при принятии и реализации эффективного управленческого решения.

Эти особенности делают энергетическую логистику в большей мере технической наукой, нежели экономической, и обусловливают необходимость применения специальной системы принципов, терминологии, математического аппарата и алгоритмов.

Благодаря отличию математического аппарата, который используется при описании параметров конкретного вида энергетического потока (электричества, газа, жидкости и теплоты), энергетическую логистику можно разделить на «Логистику электричества», «Логистику газа», «Логистику жидкости» и «Логистику теплоты».

## Основные принципы энергетической логистики
Практика применения энергетической логистики позволила сформулировать универсальную систему основных её принципов, каждый из которых обеспечивается специальным математическим аппаратом и алгоритмом:

### Безопасность управляющих воздействий
Принцип безопасности управляющих воздействий означает, что осуществление любого управляющего воздействия в ЛЭС не должно приводить к ущербу жизни, здоровья и имущества людей.

### Экологичность управляющих воздействий
Принцип экологичности управляющих воздействий означает, что осуществление любого управляющего воздействия должно сопровождаться минимальным влиянием ЛЭС на окружающую среду.

### Надёжность ЛЭС
Принцип надёжности ЛЭС означает, что осуществление любого управляющего воздействия должно обеспечивать бесперебойное энергоснабжение при определённых граничных условиях.

### Эффективность затрат
Принцип эффективности затрат означает, что осуществление любого управляющего воздействия должно обеспечивать минимальные средние издержки во всей ЛЭС.

### Адаптивность управленческих решений
Принцип адаптивности управленческих решений означает, что при реализации любого управленческого решения должны учитываться все изменения внешней среды и самой ЛЭС в том числе и в результате его реализации.

### Синхронизация управляющих воздействий
Принцип синхронизации управляющих воздействий означает, что любое управляющее воздействие в ЛЭС должно осуществляться с учётом необходимости соблюдать заданный регламент или того обстоятельства, что его влияние на различные элементы системы энергоснабжения может наступить не одновременно, например, вследствие удалённости элементов между собой.

### Управление в режиме реального времени
Принцип управления в режиме реального времени означает, что скорость и частота выработки управленческих решений и осуществления соответствующих управляющих воздействий должны обеспечивать заданную точность регулирования ЛЭС.

### Минимизация информационных потоков
Принцип минимизации информационных потоков означает, что объём информации, которая предоставляется персоналу ЛЭС, должен быть обоснованно минимальным.

### Защита информации
Принцип защиты информации, используемой при управлении ЛЭС, имеет три аспекта:
1. Информация должна быть защищена от воздействия посторонних лиц;
2. Информация должна быть недоступна посторонним лицам;
3. Информация должна доходить от источника её возникновения к месту использования с минимальными искажениями, возникающими в процессе преобразования и передачи.

### Доступность информации
Принцип доступности информации означает, что процессы выработки и реализации любого управленческого решения в ЛЭС должны быть обеспечены всей необходимой информацией.

### Прогнозирование
Принцип прогнозирования означает, что любое управленческое решение должно учитывать изменения, которые произойдут в будущем у потребителя, в окружающей среде и в самой ЛЭС в том числе и в результате его осуществления.

### Финансовое обеспечение управленческих решений
Принцип финансового обеспечения управленческих решений означает, что реализация любого управленческого решения в ЛЭС должна быть обеспечена соответствующими финансовыми средствами.

### Системность управленческих решений
Принцип системности управленческих решений имеет три аспекта:
1. Любое управленческое решение должно распространяться на три взаимосвязанных потока: энергетический, финансовый и информационный;
2. Любое управленческое решение должно учитывать его влияние на все элементы ЛЭС и их взаимодействия между собой;
3. Любое управленческое решение должно приниматься и исполняться с соблюдением всех перечисленных выше основных принципов.